# Ústa Sauronova
Ústa Sauronova je fiktivní postava z knihy J. R. R. Tolkiena Pán prstenů, konkrétně z jejího třetího dílu – Návrat krále.
Tato osoba byla mluvčím Saurona a pocházela z rasy Černých Númenorejců. O době jeho začátku služby Sauronovi se nenachází ve knize zmínka, ale je pravděpodobné, že zemřel při bitvě u Morannonu.
Původ tohoto Sauronova posla je obestřen tajemstvím. Prý pochází z odpadlého plemene Černých Númenorejců. Vstoupil do služeb Mordoru a byl vysoko v Sauronově přízni, tak vysoko, že kromě černokněžnictví, jemuž se naučil, znal i velkou část Sauronovy mysli. Je krutý, mocný a vychytralý. Tato postava se vyskytuje v knize Pán prstenů: Návrat krále a v bonusové verzi k třetímu filmu. Setkává se s gondorskou a rohanskou armádou před Černou bránou. Naplno lze jeho schopnosti a potenciál využít ve hrách Pán prstenů: bitva o Středozem 2 a Pán prstenů bitva o Středozem 2: Vzkříšení černokněžného krále.